# 高岡周夫
高岡 周夫（たかおか かねお、1909年5月2日 - 2005年1月31日）は、日本の統計学者・経済学者。経済学博士（北海道大学）。元北海学園大学学長代理・北海学園大学名誉教授。

## 年譜
- 北海道札幌市生まれ
- 1926年 北海道庁立札幌第一中学校卒
- 1929年 旧制松山高等学校卒
- 1932年 京都帝国大学経済学部卒
- 1933年 昭和高等商業学校非常勤講師
- 1938年 京都帝国大学大学院（旧制）修了後、満鉄経済専門学校非常勤講師・満鉄調査部調査研究員
- 1945年 終戦とともに北海道に引き揚げ
- 1948年 北海道農業復興会議調査部長
- 1951年 上原轍三郎に請われて北海短期大学経済科助教授
- 1952年 北海学園大学が設立され同経済学部助教授
- 1958年 北海学園大学経済学部教授
- 1960年 学校法人北海学園評議員
- 1962年 北海道大学で経済学博士の学位を取得。学位論文の題は「ゲオルグ・フォン・マイヤーに関する研究 : 統計学史上における地位について」[2]。
- 1966年 北海学園大学経済学部学部長（～1968年）
- 1968年 北海学園大学学長事務取扱
- 1970年 同大学院経済学研究科教授、同学長事務取扱（～1971年）
- 1977年 北海学園大学定年退職。同嘱託にて教授
- 1989年 北海学園大学退職。同名誉教授[3]

この他、経済統計学会全国運営委員や北海道経済学会理事でもあった。

## エピソード
- 札幌一中時代には、陸上部に所属し、北海中学校の南部忠平と競ったことがある。
- 勤務校ではワンダーフォーゲル部の顧問を長らくしていた[4]。
- 上原轍三郎や高倉新一郎が急病で倒れた際、学長代理として、2度北海学園大学を切り盛りした[5]。

## 恩師
経営学を小島昌太郎に師事し、統計学を蜷川虎三に師事する。

## 親族
父は第三代北海道帝国大学総長の高岡熊雄であり、叔父に高岡直吉がいる。夫人は世界的外科医であり九州大学医学部教授を務めた三宅速の娘。兄弟に北海道大学名誉教授の高岡道夫・北星学園大学名誉教授の高岡英夫がいる。

## 著書
- 『満州鉄道交通流動統計』（満鉄調査部, 1939年）
- 『東亜重要物資自給力調査』（満鉄調査部, 1941年）
- （内海軍一郎）、（松沢太郎）共編『北海道経済力指標図』（北海道総合開発委員会, 1951年）
- （北海道総合開発委員会）監修、（地域経済研究所）編『北海道社会経済図譜』（石崎書店, 1953年）
- 『経済統計論の基本問題』（産業統計研究社, 1988年）

などがある。